# Giải vô địch bóng đá nữ châu Đại Dương 2010
Giải vô địch bóng đá nữ châu Đại Dương 2010 diễn ra tại Auckland, New Zealand từ 29 tháng 9 tới 8 tháng 10 năm 2010. Đây cũng là vòng loại khu vực châu Đại Dương của Giải vô địch bóng đá nữ thế giới 2011 ở Đức.

## Vòng bảng

### Bảng A
| Đội           | Tr | T | H | B | BT | BB | HS  | Đ |
| ------------- | -- | - | - | - | -- | -- | --- | - |
| New Zealand   | 3  | 3 | 0 | 0 | 31 | 0  | +31 | 9 |
| Quần đảo Cook | 3  | 2 | 0 | 1 | 3  | 10 | −7  | 6 |
| Tahiti        | 3  | 1 | 0 | 2 | 5  | 9  | –4  | 3 |
| Vanuatu       | 3  | 0 | 0 | 3 | 1  | 21 | −20 | 0 |

| New Zealand | 14 – 0   | Vanuatu |
| --- | -------- | ------- |
| Hearn 10', 11', 18', 29', 90+1' · Moorwood 25', 81' · Wilkinson 42', 59', 73', 89' · Erceg 45+2' · White 54' · Milne 68' | Chi tiết |         |

| Quần đảo Cook | 1 – 0    | Tahiti |
| ------------- | -------- | ------ |
| Mustonen 15'  | Chi tiết |        |

| Tahiti                                           | 5 – 1    | Vanuatu    |
| ------------------------------------------------ | -------- | ---------- |
| Alvarez 14', 21', 83' · White 81' · Tokoragi 82' | Chi tiết | Tougen 19' |

| Quần đảo Cook | 0 – 10   | New Zealand                                                                                       |
| ------------- | -------- | ------------------------------------------------------------------------------------------------- |
|               | Chi tiết | Hearn 9', 40', 64' · Gregorius 16', 27', 56' · Hoyle 21' · Percival 45' · Erceg 57' · Jackman 80' |

| Tahiti | 0 – 7    | New Zealand                                                                              |
| ------ | -------- | ---------------------------------------------------------------------------------------- |
|        | Chi tiết | Armstrong 36' · Hearn 59', 75' · Green 76' · Yallop 80' · Gregorius 90' · Percival 90+2' |

| Vanuatu | 0 – 2    | Quần đảo Cook        |
| ------- | -------- | -------------------- |
|         | Chi tiết | Napa 83' · Henry 89' |

### Bảng B
| Đội              | Tr | T | H | B | BT | BB | HS | Đ |
| ---------------- | -- | - | - | - | -- | -- | -- | - |
| Papua New Guinea | 3  | 3 | 0 | 0 | 8  | 1  | +7 | 9 |
| Quần đảo Solomon | 3  | 1 | 1 | 1 | 5  | 2  | +3 | 4 |
| Tonga            | 3  | 1 | 0 | 2 | 2  | 8  | −6 | 3 |
| Fiji             | 3  | 0 | 1 | 2 | 1  | 5  | −4 | 1 |

| Papua New Guinea                     | 3 – 0    | Fiji |
| ------------------------------------ | -------- | ---- |
| Peninsa 8' · Limbai 58' · Morris 62' | Chi tiết |      |

| Quần đảo Solomon                                     | 4 – 0    | Tonga |
| ---------------------------------------------------- | -------- | ----- |
| Pegi 12', 90+1' · Misibini 37' · Maenu'u 74' (ph.đ.) | Chi tiết |       |

| Tonga                | 2 – 1    | Fiji           |
| -------------------- | -------- | -------------- |
| Siale 75' · Feke 90' | Chi tiết | Ratubalavu 13' |

| Quần đảo Solomon | 1 – 2    | Papua New Guinea       |
| ---------------- | -------- | ---------------------- |
| Saeni 84'        | Chi tiết | Limbai 29' · Siniu 48' |

| Tonga | 0 – 3    | Papua New Guinea                      |
| ----- | -------- | ------------------------------------- |
|       | Chi tiết | Limbai 28', 61' · Likiliki 74' (l.n.) |

| Fiji | 0 – 0    | Quần đảo Solomon |
| ---- | -------- | ---------------- |
|      | Chi tiết |                  |

## Vòng đấu loại trực tiếp
|  | Bán kết          | Bán kết          |               |    | Chung kết | Chung kết |
|  |                  |                  |               |    |           |           |
|  | 6 tháng 10       |                  |               |    |           |           |
|  |                  |                  |               |    |           |           |
|  | New Zealand      | 8                |               |    |           |           |
|  | New Zealand      | 8                | 8 tháng 10    |    |           |           |
|  | Quần đảo Solomon | 0                |               |    |           |           |
|  | Quần đảo Solomon | 0                | New Zealand   | 11 |           |           |
|  | 6 tháng 10       |                  | New Zealand   | 11 |           |           |
|  |                  | Papua New Guinea | 0             |    |           |           |
|  | Papua New Guinea | Papua New Guinea | 0             | 1  |           |           |
|  | Papua New Guinea |                  |               | 1  |           |           |
|  | Quần đảo Cook    | 0                |               |    |           |           |
|  | Quần đảo Cook    | 0                | Tranh hạng ba |    |           |           |
|  |                  |                  |               |    |           |           |
|  | 8 tháng 10       |                  |               |    |           |           |
|  |                  |                  |               |    |           |           |
|  | Quần đảo Solomon | 0                |               |    |           |           |
|  | Quần đảo Solomon | 0                |               |    |           |           |
|  | Quần đảo Cook    | 2                |               |    |           |           |

### Bán kết
| New Zealand                                                                                  | 8 – 0    | Quần đảo Solomon |
| -------------------------------------------------------------------------------------------- | -------- | ---------------- |
| White 7', 86' · Percival 17' · Moorwood 30' · Hearn 36' · Gregorius 52', 68' · Wilkinson 60' | Chi tiết |                  |

| Papua New Guinea | 1 – 0    | Quần đảo Cook |
| ---------------- | -------- | ------------- |
| Limbai 62'       | Chi tiết |               |

### Tranh hạng ba
| Quần đảo Solomon | 0 – 2    | Quần đảo Cook                    |
| ---------------- | -------- | -------------------------------- |
|                  | Chi tiết | Henry 70' (ph.đ.) · Mustonen 79' |

### Chung kết
| New Zealand | 11 – 0   | Papua New Guinea |
| --- | -------- | ---------------- |
| Riley 7', 15' · Percival 18' · Wilkinson 32', 36' · White 38', 50', 56' · Gregorius 73' · Hearn 79' · Green 84' | Chi tiết |                  |

| Vô địch Giải vô địch bóng đá nữ châu Đại Dương 2010 |
| --------------------------------------------------- |
| · New Zealand · Lần thứ tư                          |